# Catena di montaggio

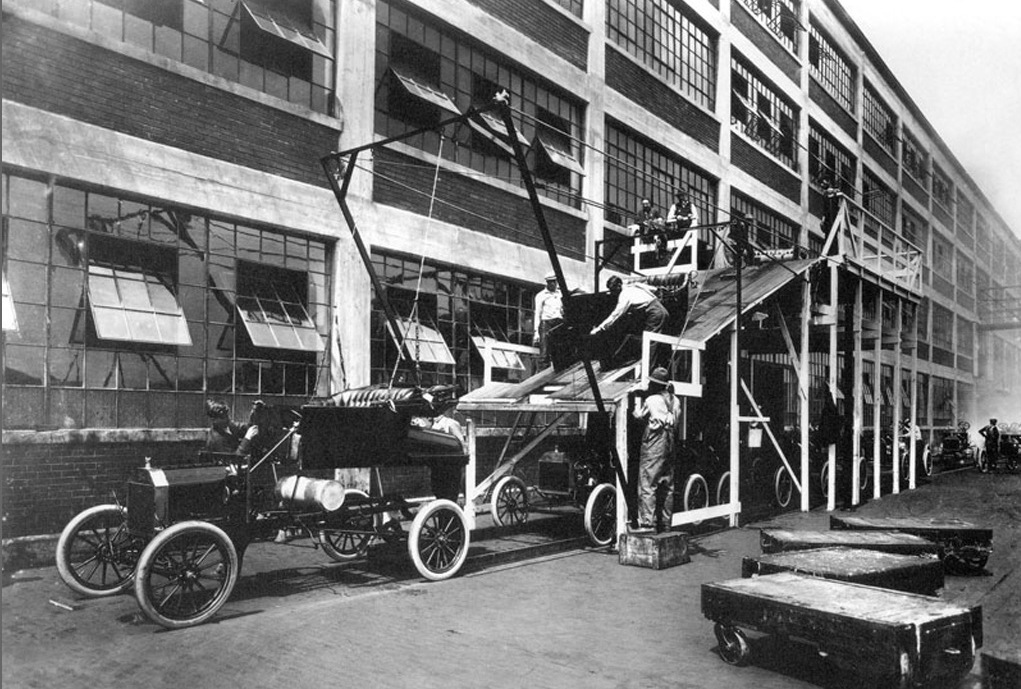
Catena di montaggio della Ford, degli anni dieci.

Una catena di montaggio è un processo di assemblaggio utilizzato nelle moderne industrie e introdotto da Henry Ford nei primi anni del '900, teso ad ottimizzare il lavoro degli operai e a ridurre i tempi necessari per il montaggio di un manufatto complesso.
Una catena di montaggio è generalmente costituita da un nastro, definito nastro trasportatore, che scorre portando con sé i diversi oggetti da assemblare per ottenere il prodotto finito; ogni operaio può così assemblare un unico pezzo, tramite movimenti ripetitivi e meccanici, permettendo un notevole risparmio dei tempi di produzione: da quando questo metodo entrò in funzione, negli stabilimenti della Ford, i tempi necessari a produrre una singola autovettura si ridussero da 12 ore ad un'ora sola. Negli impianti moderni, l'apporto umano è comunque limitato: la maggior parte delle catene di montaggio sono automatizzate ed i lavori maggiormente ripetitivi sono svolti da robot industriali.

## Storia

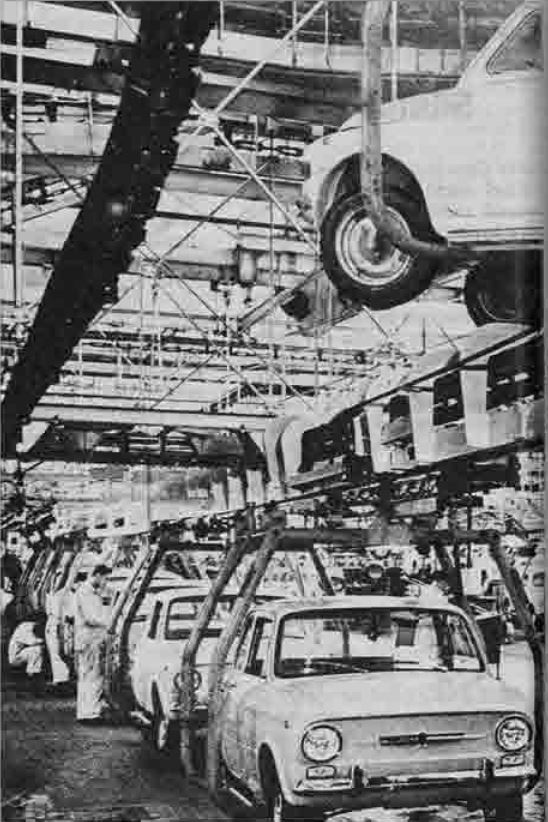
Catena di montaggio in uno stabilimento FIAT nel 1970

Una catena di montaggio era già impiegata dall'Arsenale di Venezia, risalente al XII secolo. Le navi si spostavano lungo un canale e venivano allestite da maestranze specializzate utilizzando componenti standard. Rappresenta l'esempio più importante di grande complesso produttivo a struttura accentrata dell'economia preindustriale. La superficie si estende su un'area di 48 ettari (il 15% della superficie della città), mentre il numero di lavoratori (gli arsenalotti) raggiungeva, nei periodi di piena attività produttiva, la quota media giornaliera di 1500-2000 unità (con un picco di 4500-5000 iscritti al Libro delle maestranze), cioè dal 2% fino al 5% dell'intera popolazione cittadina dell'epoca (circa 100 000 abitanti), che potevano produrre quasi una nave al giorno.
Il complesso costituisce l'unico esempio di cantiere navale e fabbrica d'armi che ha sempre mantenuto la stessa natura e la stessa funzione, per sette secoli, anche dopo il declino della Repubblica di Venezia.

### Divisione del lavoro
La divisione del lavoro era praticata in Cina, dove i monopoli statali producevano in serie attrezzi agricoli in metallo, porcellane, armature e armi secoli prima che la produzione di massa apparisse in Europa alla vigilia della rivoluzione industriale. Adamo Smith ha discusso a lungo della divisione del lavoro nella fabbricazione di spille nel suo libro La ricchezza delle nazioni (pubblicato nel 1776).

### Rivoluzione Industriale
Il mulino automatico costruito da Oliver Evans nel 1785 fu definito da Roe (1916) l'inizio della moderna movimentazione di materiale sfuso. Il mulino di Evans utilizzava un elevatore a tazze con cintura in pelle, trasportatori a coclea, trasportatori a nastro in tela e altri dispositivi meccanici per automatizzare completamente il processo di produzione della farina.
Probabilmente il primo esempio in epoca industriale di catena di produzione continua furono i cantieri della marina militare britannica, ad opera dell'ingegnere Marc Isambard Brunel. Fu solo nel 1913, tuttavia, che la catena di montaggio divenne una procedura standard utilizzata nell'industria manifatturiera civile; questo evento si deve fondamentalmente all'americano Henry Ford, proprietario dell'omonima fabbrica automobilistica, che perfezionò il metodo della catena di montaggio e adottò il principio della divisione dei ruoli degli operai, estendendo l'uso del nastro trasportatore.
Grazie ad un team di ingegneri, Ford sviluppò intere fabbriche basate sul concetto della catena di montaggio, ed i benefici che le sue industrie trassero, in termini di abbattimento dei tempi di produzione e di risparmio economico furono tali da spingere la maggior parte delle compagnie industriali dell'epoca ad assumere questo metodo, creando in definitiva un nuovo modo di intendere la produzione seriale che prese appunto il nome di fordismo. La prima automobile costruita con questo metodo fu la Ford Model T.
La prima autovettura a cui fu applicata però la catena di montaggio, non ancora perfezionata da Henry Ford, fu la Oldsmobile Curved Dash, che fu la prima vettura di massa, anche se non venne fabbricata con i volumi della Ford Model T.

## Risvolti negativi
Molte teorie nacquero intorno al fatto che il lavoro altamente ripetitivo e meccanico richiesto agli operai dell'epoca nelle catene di montaggio provocasse alienazione della psiche, e disturbi motori negli operai stessi. Ford ricevette molte critiche per i problemi che i nuovi metodi di produzione da lui utilizzati produssero nei suoi dipendenti, e tentò di rispondere installando nelle fabbriche dei presidi medici tesi a ridurre questi inconvenienti.
Le problematiche connesse all'utilizzo delle catene di montaggio furono rese celebri dal famosissimo film di Charlie Chaplin, Tempi moderni, che fu, e resta tuttora, uno dei migliori documentari degli effetti stressanti ed alienanti che tali metodi producevano negli operai addetti alle catene di montaggio. Oggi l'automazione e l'impiego di robot, a partire dal sistema Robogate installato dalla FIAT a partire dal 1978, per svolgere le operazioni maggiormente ripetitive o pericolose ha ridotto notevolmente gli aspetti negativi correlati alla produzione in serie.